# 松倉ねむ
松倉 ねむ（まつくら ねむ）は、日本の漫画家。

## 人物
同人活動も行っており、東方Projectの二次創作などを行っている。後に漫画『東方三月精 〜 Eastern and Little Nature Deity.』の作画を担当する事になった。

## 作品リスト
- 東方三月精 〜 Eastern and Little Nature Deity.
  - 角川書店の『コンプエース』誌上にてVol.01 - Vol.06まで連載していたが、体調不良を理由に降板。連載は比良坂真琴に引き継がれた。